# Osservatorio di Saint-Pardon-de-Conques
L'osservatorio di Saint-Pardon-de-Conques (in francese observatoire de Saint-Pardon-de-Conques) è un osservatorio astronomico privato francese gestito da Florent Losse, situato nell'omonimo comune, alle coordinate 44°33′31.35″N 0°12′10.8″W, identificato dal codice MPC I93 St Pardon de Conques.
Il Minor Planet Center lo accredita per la scoperta dell'asteroide 365786 Florencelosse, effettuata il 26 dicembre 2010.